# Sandbahngesellschaft des Grafen von Ballestrem

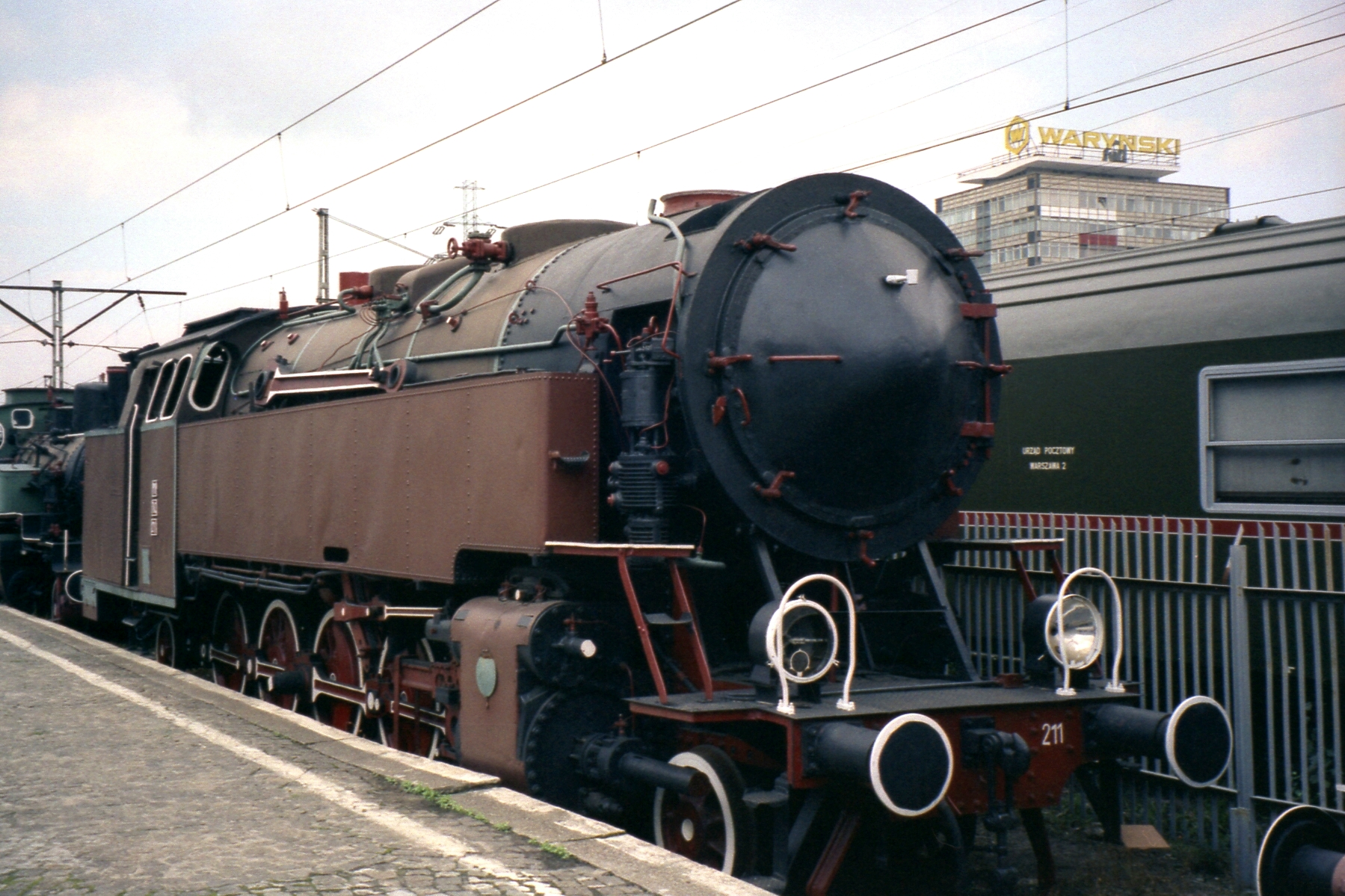
Ehemalige Lokomotive Nr. 9 im Eisenbahnmuseum Warschau

Die Sandbahngesellschaft des Grafen von Ballestrem (auch Sandbahn-Gesellschaft Peiskretscham) war Eigentümer und Betreiber einer Sandbahn in Oberschlesien.

## Geschichte
Die 24 Kilometer lange Sandbahn zwischen Ruda und Stauwerder (Sersno) wurde 1913 in einem gemeinsamen Projekt von Borsig und dem Konzern der Grafen von Ballestrem gebaut. Die Gesellschaft gehörte zu 50 Prozent der Borsigwerk AG und zu 50 Prozent zum Konzern der Grafen von Ballestrem.
Die Gesellschaft wurde 1945 durch den polnischen Staat enteignet. Fahrzeuge und Anlagen wurden in die neu gegründeten Przedsiębiorstwo Materiałów Podsadzkowych Przemysłu Węglowego (PMPPW) überführt.